# Гулекшур
Гулекшу́р — деревня в Юкаменском районе Удмуртии, в составе Палагайского сельского поселения.

## География
Улицы:
- Полевая
- Пчеловодная

Северо-восточнее деревни находится холм Кыльевыр.

## Население
Численность постоянного населения деревни составляет 111 человек (2007).